# Alto Vetro
Altro Vetro es un edificio residencial de 16 plantas situado al lado oeste del Grand Canal Dock, en Dublín, Irlanda. Cuenta con 26 apartamentos, 24 de ellos de dos habitaciones (2 por planta), siendo los dos superiores áticos de tres dormitorios. Hay locales de comerciales en la planta inferior.
Fue galardonado por el Royal Institute of the Architects of Ireland con la medalla de planta el la categoría de vivienda. Fue construido por Sisk Group y desarrollado de Treasury Holdings, que también desarrollaron la sede irlandesa de Google (Montevedro).
Desde 2014, el edificio es propiedad de Kennedy Wilson Europe.